# Goblin (série télévisée)
Pour les articles homonymes, voir Goblin.
Goblin (hangeul : 쓸쓸하고 찬란하神 - 도깨비 ; RR : Sseulsseulhago Chanlanhasin - Dokkaebi ; titre international : Guardian: The Lonely and Great God) est une série télévisée sud-coréenne diffusée entre le 2 décembre 2016 et le 21 janvier 2017 sur tvN avec Gong Yoo, Kim Go-eun, Lee Dong-wook, Yoo In-na et Yook Sung-jae,.

## Synopsis
Kim Shin (Gong Yoo) est un général de la dynastie Goryeo au service d'un jeune roi influençable. Ce dernier, manipulé par un conseiller avide de pouvoir, massacre les proches de Kim Shin, dont sa sœur l'impératrice, et condamne le général à mort pour trahison. Quand Kim Shin doit faire face à la mort au lieu de l'honneur après avoir combattu dans une bataille féroce pour son roi, les morts de ses proches et son déshonneur le condamnent à une malédiction divine : il sera un gobelin, un être immortel. La seule personne qui pourra le sauver sera une jeune fille capable d'arracher l'épée surnaturelle qui le transperce. Mais l'immortalité le fatigue et il désire ardemment trouver la jeune fiancée humaine de la prophétie capable de libérer son âme. A la fin du XXe siècle, il sauve le bébé que porte une femme enceinte renversée par une voiture. Ce bébé, Ji Eun Tak (Kim Go Eun), grandit en pouvant voir les fantômes et autres phénomènes surnaturels. De nos jours, Kim Shin devient accidentellement le colocataire d'un sinistre et morose faucheur (Lee Dong-wook), chargé de conduire les âmes dans l'au-delà, et est aidé par son neveu, Yoo Deok Hwa (Yook Sungjae), est l'héritier rebelle d'une famille de chaebol qui a été gardienne du Gobelin pendant des générations. Mais quand il rencontre Eun Tak, qui peut voir l'épée qui le transperce, et que Sunny (Yoo In Na), la propriétaire d'un restaurant de poulet, patronne d'Eun Tak, croise la route du faucheur et tombe amoureuse de lui, avec la sensation de le connaître depuis toujours, Kim Shin pense que l'histoire pourrait enfin se reproduire, et son destin être scellé. Eun Tak serait-elle être la véritable « Fiancée du gobelin » qui a le pouvoir de libérer Kim Shin de sa misère éternelle ?

## Distribution

### Acteurs principaux
- Gong Yoo : le Gobelin / Kim Shin

Kim Shin est un gobelin immortel âgé de 939 ans et le gardien des âmes. Il est à la recherche de sa fiancée, l'unique personne capable de retirer l'épée qui lui transperce l'abdomen. Une fois cette épée retirée, il pourra enfin se rendre dans l'au-delà et reposer en paix. En plus de son immortalité, il possède des pouvoirs surnaturels dont le prix est lourd à payer. Le Gobelin est un être solitaire car il doit voir les personnes qui lui sont chères le quitter les unes après les autres une fois que leur vie s'achève. Durant l'époque Goryeo, il a servi en tant que Général mais a ensuite été tué par le roi Wang Yeo pour trahison. 
- Kim Go-eun : Ji Eun-tak 
  - Han Seo-jin : Ji Eun-tak (jeune)

Ji Eun Tak a été sauvée par le Gobelin avant sa naissance et est capable de voir les phénomènes surnaturels tels que les fantômes ou les faucheurs. Elle peut également voir l'épée qui transperce le Gobelin, ce qui fait que celui-ci la soupçonne d'être la fiancée de la prophétie, celle qui lui permettra de mourir enfin.
- Lee Dong-wook :Le Faucheur / Wang Yeo
  - Kim Min-jae : Wang Yeo (jeune)

Le Faucheur est chargé d'accompagner les âmes des morts vers leur prochaine réincarnation. Il ne se rappelle pas de son passé, ni de sa précédente vie, mais est persuadé que trouver la vérité sur ce passé lui permettra de savoir quels actes, qu'il a commis de son vivant, l'ont condamné à être un faucheur. (SPOILER) Il découvre qu'il est la réincarnation du roi Wang Yeo, qui a ordonné la mort de Kim Shin pour trahison et a également tué la sœur de Kim Shin, Kim Sun, qui était sa femme. Pris de remords toute sa vie, il est mort empoisonné.
- Yoo In-na : Sunny / Kim Sun
  - Kim So-hyun : la reine Kim Sun

Sunny est une jeune femme mélancolique qui dirige un restaurant de poulet dont Eun Tak est l'employée. Elle a l'impression de se souvenir d'émotions et de fragments d'une vie qui ne sont pas la sienne, émotions exacerbées lorsqu'elle achète une bague de jade à une vieille femme. Elle rencontre à l'étal de cette vieille femme le faucheur, et a la sensation de le connaître depuis toujours. Il se trouve, qu'en réalité, elle est la réincarnation de Kim Sun, la femme du roi de Goryeo Wang Yeo et sœur de Kim Shin.
- Yook Sung-jae : Yoo Deok-hwa
  - Jung Ji-hoon : Yoo Deok-hwa (jeune)

### Acteurs secondaires
- Lee El : Samshin, une déesse
- Kim Sung-kyum : président Yoo Shin-woo, le grand-père de Deok-hwa
- Yum Hye-ran : Ji Yeon-suk, la tante d'Eun-tak
- Jung Yeong-gi : Park Kyung-shik, le cousin d'Eun-tak
- Choi Ri : Park Kyung-mi, la cousine d'Eun-tak
- Jo Woo-jin : Kim Do-young, le secrétaire de Deok-hwa
- Nam Da-reum : Kim Soo-bok, le garçon que Kim Shin rencontre au Canada

- tvN (2016-2017)
- ABS-CBN (2017)
- Oh!K TV Asia (2017)
- Now Entertainment / Fantastic TV Channel 77 (2017)
- Star Entertainment Channel / Star Chinese Channel (2017)
- Mnet Japan (2017)
- True4U (2017)
- Global TV (2017)

## Réception
Dans le tableau ci-dessous, les chiffres bleus représentent les notes les plus basses et les chiffres rouges représentent les meilleures notes.
| Nb. d'épisodes | Date de diffusion | AGB Nielsen | AGB Nielsen                 | TNmS   |
| Nb. d'épisodes | Date de diffusion | National    | Région de la capitale Séoul | TNmS   |
| -------------- | ----------------- | ----------- | --------------------------- | ------ |
| 1              | 2 décembre 2016   | 6.322%      | 7.540%                      | 6.7%   |
| 2              | 3 décembre 2016   | 7.904%      | 10.024%                     | 8.1%   |
| 3              | 9 décembre 2016   | 12.471%     | 14.274%                     | 12.0%  |
| 4              | 10 décembre 2016  | 11.373%     | 13.768%                     | 12.7%  |
| 5              | 16 décembre 2016  | 11.507%     | 12.075%                     | 14.0%  |
| 6              | 17 décembre 2016  | 11.618%     | 14.772%                     | 13.0%  |
| 7              | 23 décembre 2016  | 12.297%     | 13.993%                     | 13.5%  |
| 8              | 24 décembre 2016  | 12.344%     | 14.748%                     | 11.6%  |
| 9              | 30 décembre 2016  | 12.933%     | 13.333%                     | 14.6%  |
| 10             | 31 décembre 2016  | 12.702%     | 14.551%                     | 13.3%  |
| 11             | 6 janvier 2017    | 13.894%     | 15.749%                     | 14.8%  |
| 12             | 7 janvier 2017    | 13.712%     | 15.680%                     | 14.6%  |
| 13             | 13 janvier 2017   | 14.254%     | 16.525%                     | 15.3%  |
| 14             | 14 janvier 2017   | 16.043%     | 17.767%                     | 16.3%  |
| 15             | 20 janvier 2017   | 16.917%     | 18.829%                     | 19.6%  |
| 16             | 21 janvier 2017   | 18.680%     | 20.986%                     | 19.6%  |
| Moyenne        | Moyenne           | 12,924 %    | 14,729 %                    | 13,7 % |
| Spécial        | 14 janvier 2017   | 9.427%      | 11.786%                     | 9.1%   |
| Spécial        | 3 février 2017    | 3.606%      | 5.050%                      | 3.9%   |
| Spécial        | 4 février 2017    | 4.075%      | 5.582%                      | 4.2%   |

## Bande-originale
1. Stay With Me - Chanyeol (EXO) et Punch
2. My Eyes (내 눈에만 보여) - 10cm
3. Hush - Lasse Lindh
4. Beautiful - Crush
5. You Are So Beautiful (이쁘다니까) - Eddy Kim
6. Who Are You - Sam Kim
7. I Miss You - Soyou (Sistar)
8. First Snow (첫 눈) - Jung Joon Il
9. I Will Go to You Like the First Snow (첫눈처럼 너에게 가겠다) - Ailee
10. Wish (소원) - Urban Zakapa
11. And I'm here - Kim Kyung Hee (April 2nd)
12. Winter is coming - Han Soo Ji
13. Stuck in love - Kim Kyung Hee (April 2nd)
14. HEAVEN - Roy Kim, Kim EZ (GGot Jam Project)
15. LOVE - Mamamoo
16. Round and Round - Heize et Han Soo-ji

## Prix et nominations
| Année | Prix                         | Catégorie                             | Destinataire                                 | Résultat   |
| ----- | ---------------------------- | ------------------------------------- | -------------------------------------------- | ---------- |
| 2017  | 1st Korea Brand Awards       | Prix spécial                          | Guardian: The Lonely and Great God           | Lauréat    |
| 2017  | Korean Cable TV Awards       | Meilleur drame                        | Guardian: The Lonely and Great God           | Lauréat    |
| 2017  | Korean Cable TV Awards       | Meilleure bande-originale             | Ailee (I Will Go to You Like the First Snow) | Lauréat    |
| 2017  | Korean Cable TV Awards       | Rising Star Award                     | Yook Sung-jae                                | Lauréat    |
| 2017  | Korean Cable TV Awards       | VOD Broadcasting                      | Guardian: The Lonely and Great God           | Lauréat    |
| 2017  | 53rd Baeksang Arts Awards    | Grand Prix                            | Kim Eun-sook                                 | Lauréat    |
| 2017  | 53rd Baeksang Arts Awards    | Meilleur drame                        | Guardian: The Lonely and Great God           | Nomination |
| 2017  | 53rd Baeksang Arts Awards    | Meilleur réalisateur                  | Lee Eung-bok                                 | Nomination |
| 2017  | 53rd Baeksang Arts Awards    | Meilleur scénario                     | Kim Eun-sook                                 | Nomination |
| 2017  | 53rd Baeksang Arts Awards    | Meilleur acteur                       | Gong Yoo                                     | Lauréat    |
| 2017  | 53rd Baeksang Arts Awards    | Meilleure actrice                     | Kim Go-eun                                   | Nomination |
| 2017  | 5th Annual DramaFever Awards | Meilleur acteur                       | Gong Yoo                                     | Lauréat    |
| 2017  | 5th Annual DramaFever Awards | Meilleur acteur dans un second rôle   | Lee Dong-wook                                | Lauréat    |
| 2017  | 5th Annual DramaFever Awards | Meilleure actrice dans un second rôle | Yoon In-na                                   | Lauréat    |
| 2017  | 5th Annual DramaFever Awards | Meilleur couple                       | Gong Yoo et Kim Go-eun                       | Lauréat    |
| 2017  | 5th Annual DramaFever Awards | Meilleur mélodrame                    | Guardian: The Lonely and Great God           | Lauréat    |